# Actinoporinas
Las actinoporinas constituyen una familia multigénica de proteínas tóxicas producidas por diversas especies de anémonas, como por ejemplo Actinia equina, Actinia fragacea y  Stichodatyla helianthus . Estas proteínas son toxinas que actúan haciendo poros en la membrana plasmática de las células. Para poder ejercer su acción, estas proteínas permanecen solubles y oligomerizan  en presencia de bicapas lipídicas. 

## Estructura

Monómero de Sticholysina II, una de las actinoporinas producidas por la anémona Stichodactyla helianthus.

Son proteínas monoméricas de bajo peso molecular  20kDa, que corresponde aproximadamente a 175 aminoácidos)
Su estructura tridimensional hidrosoluble consiste en una proteína globular monmérica constituida por un sandwich beta flanqueado por dos hélices alfa, una de las cuales, que se encuentra en el amino-terminal de la proteína, es la encargada de penetrar la membrana . 
También se caracterizan, en general, por carecer de residuos de cisteína y tener un punto isoeléctrico básico, salvo raras excepciones, como la actinoporina de Sagartia rosea, cuyo punto isoeléctrico es ácido.

## Mecanismo de acción
Su mecanismo de acción es posiblemente el aspecto que causa más controversia entre aquellos que se dedican a este campo. Sin embargo, si se puede decir que en primer lugar las actinoporinas se unen a la membrana mediante el reconocimiento específico de moléculas de esfingomielina. A continuación, y es aquí donde reside la controversia, insertan la hélice alfa amino-terminal en la bicapa y posteriormente oligomerizan, formando poros cuyo número exacto de subunidades aún está por concretar. 
Los poros producidos por las actinoporinas son catión-selectivos, de manera que únicamente dejan pasar a través de sí iones como el sodio (Na+) o el potasio (K+). Esto provoca un choque osmótico en la célula sobre la que estén actuando, produciéndole la muerte.